# Khởi nghĩa Bolotnikov
Khởi nghĩa nông nô dưới quyền lãnh đạo của Ivan Bolotnikov (tiếng Ukraina: Селянська війна під керівництвом Івана Болотникова, tiếng Nga: Крестьянская война под руководством Ивана Болотникова) là một sự kiện bạo động diễn ra ở Tây phần Sa quốc Nga giai đoạn 1606-8 với gần 100 đô thị bị phiến quân chiếm cứ buộc hoàng gia phải đánh dẹp hết sức vất vả. Phong trào này được coi là thử thách quan trọng đối với năng lực giữ ngôi báu của Vasily IV Shuysky và khiến ông càng mạnh dạn cải tổ quốc gia. Tuy nhiên, đây cũng là nguyên nhân trực tiếp dẫn tới sự suy vong triều Ryurik.